# Dzielnica XVII Wzgórza Krzesławickie
Dzielnica XVII Wzgórza Krzesławickie (bis 24. Mai 2006 Dzielnica XVII Grębałów) ist der siebzehnte Stadtbezirk von Krakau in Polen, dieser umfasst eine Fläche von 23,82 km² und zählt 20.214 Einwohner mit einer Bevölkerungsdichte von 848,6 Einwohnern/km². Der Bezirk entstand 1990 durch Aufteilung des Bezirks Nowa Huta. Der Zusatz Wzgórza Krzesławickie (die Hügel von Krzesławice) wurde nach der in den Jahren 2003 bis 2005 öffentlichen Konsultation im Namen hinzugefügt.

## Gliederung

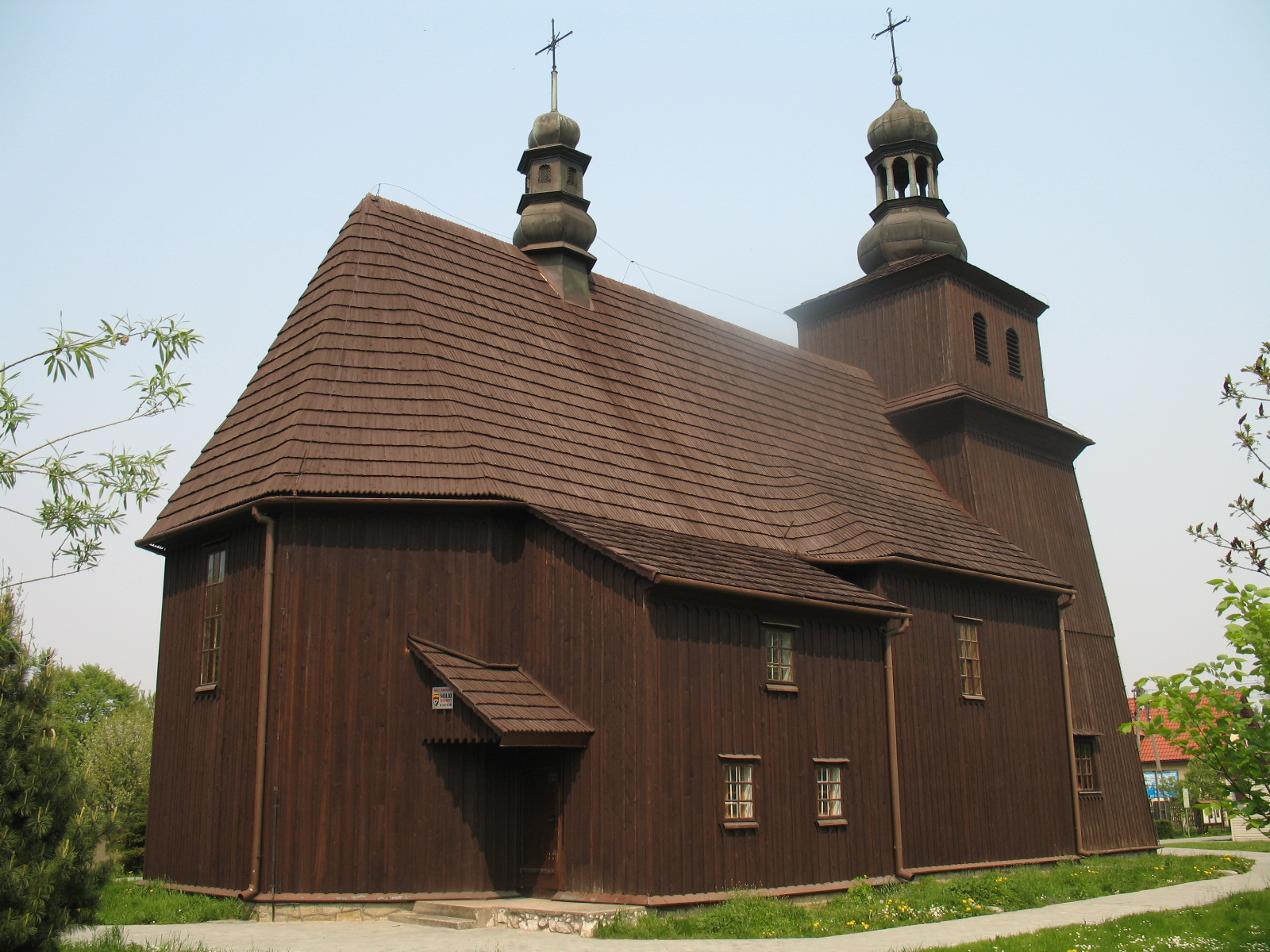
Holzkirche in Krzesławice

Lage des Stadtbezirks Wzgórza Krzesławickie in Krakau

- Dłubnia
- Grębałów
- Kantorowice
- Krzesławice
- Lubocza
- Łuczanowice
- Osiedle Na Stoku
- Osiedle Na Wzgórzach
- Wadów
- Węgrzynowice
- Zesławice